# Ghulam Mohammad Farhad
Ghulam Mohammad Farhad (* 1901 im Distrikt Maidanshahr der Provinz Wardak; † 6. Oktober 1984) war ein afghanischer Politiker und Fachmann im Bereich der Elektrifizierung von Kabul. Er gehörte zur ersten Generation staatlicher Stipendiaten, die in den 1920er Jahren nach Deutschland kam.

## Leben
1915 siedelte die Familie von Ghulam Mohammad Farhad von Wardak nach Kabul um. Dort besuchte er die von König Habibullah im Jahre 1904 gegründete Schule Habiba Lycèe (Habibia High School).
Im Rahmen der durch Mahmud Tarzi initiierten Reformbemühungen, z. B. Abschaffung von Sklaverei, sandte hat sein Schwiegersohn König Amanullah ab 1919 junge Paschtunen oder Paschtunen mit Dari als Muttersprache ins Ausland zum Studium geschickt, um den Aufbau eines modernen Staates mit konstitutioneller Monarchie in Afghanistan zu unterstützen. Ab 1921 erhielt Ghulam Mohammad Farhad ein Stipendium für ein Studium in Deutschland. In München studierte er an der Technischen Hochschule (heute Technische Universität München) Elektrotechnik.
1928 kehrte er nach Kabul zurück und lehrte in der von Deutschland im Jahre 1924 gegründeten zweisprachigen Amani-Oberrealschule als Lehrer. Gründer und Leiter der deutschen Oberrealschule in der afghanischen Hauptstadt Kabul war Dr. Even. Dieser hatte zehn Jahre lang an den deutschen Schulen in Konstantinopel und Teheran unterrichtet und beherrschte das Persische, welches in Afghanistan hauptsächlich gesprochen wird. In einer Denkschrift entwickelte er dem König den Plan einer staatlichen deutschen Schule [...]. Im Herbst 1923 traf Dr. Iven mit zwei Volksschullehrern in Kabul ein, stieß hier aber zunächst auf große Widerstände.
Hauptberuflich war Farhad technischer Leiter eines staatlichen Betriebes. Als Gründer und Präsident des Kabuler Stadtwerks nannte er seine Firma „Afghan Electric Company“. Er besorgte auf einer Geschäftsreise nach Deutschland im Jahre 1934 Generatoren für das Elektrizitätswerk in seiner Heimatprovinz Chaki Wardak, einem der ersten Staudämme des Landes, der sich ca. 80 km von Kabul entfernt befindet. 1939 rüstete er den Staudamm von Sorobi am Kabul (Fluss) mit Turbinen von der gleichen deutschen Firma aus. Kabuls Kabelverlegung und Stromzähler stammten ebenfalls von einem deutschen Konzern.
Als Bürgermeister von Kabul amtierte er von 1948 bis 1954. Er ließ die Altstadt Kabuls modernisieren und neue Straßen bauen. Dabei wurden auch Kulturstätten der Altstadt wie das „Char Catta“ (Vier-Dächer-Bazar) zerstört.
Im Jahre 1954 trat er als Bürgermeister von Kabul zurück und arbeitete wieder bei der Afghan Electric Company.
Nach der Teilung der paschtunischen Gebiete, d. h. nach der Entstehung von Pakistan berief die Kabuler Regierung 1955 zur Erarbeitung einer Verfassung ein sog. Loja Dschirga ein. Farhad war Mitglied dieser Versammlung.
1966 gründete er  (paschtunisch: د افغان ملت  ملى ڰوند – „De Afghan Mellat mili Gond“,( Die Nationalpartei der afghanischen Nation) bedeutet Nation, auch Afghanische Sozialdemokratische Partei, ASDP), die paschtunischen Nationalismus, Sozialdemokratie und Antikommunismus vertrat. 1966 wurde er zum Abgeordneten des Nationalrates gewählt die paschtunischen Nationalismus, Sozialdemokratie und Antikommunismus vertrat. 1966 wurde er zum Abgeordneten des Nationalrates gewählt. Die Afghan Melatt Partei heißt in Pakhtunkhwa richtig in Khyber Pakhtunkhwa in Pakistan „Afghan Melatt der Paschtunen“. „Afghan Mellat Milli Motaraqi Gwand – افغان ملت ملي مترقي ګوند“ (National Fortschrittspartei der Afghan-Nation). Anwarul Haq Ahadi ist der Vorsitzende der Partei. In der Übersetzung in Konferenzen in Deutschland heißt „Sozialdemokratische Partei der Pashtunen“. Paschtunen insbesondere  in Afghanistan akzeptieren die Grenze der Durand nicht, wobei die Grenzen zu Zentralasien und zu Iran für Paschtunen in Afghanistan nichtproblenmatisch seien, auch wenn iranischen und turanischen Völker ebenso getrennt worden. Die Paschtunen wollen nicht Afghanen benennt werden. Sie nennen ihren Staat Pakistan. In Afghanistan Sozialdemokratie als Sozialismus verstanden.
1970 legte er sein Mandat aus Protest gegen die „nicht effektive Arbeit des Parlamentes“ nieder.
Am 14. Oktober 1979 wurde er in Kabul von der Regierung Hafizullah Amin verhaftet. Zwölftausend junge Menschen wurden hingerichtet. 1980 wurde er wegen einer Generalamnestie von Babrak Karmal aus der Haft entlassen. Er starb am 6. Oktober 1984 in Kabul.